# Katie Robinson
Katie Robinson (Cornwall, 8 augustus 2002) is een voetbalspeelster uit Engeland. Ze speelt als aanvaller op huurbasis voor Everton FC in de Super League.

## Clubcarrière
Robinson begon haar carrière bij Birmingham City. Op 14 oktober 2018 maakte Robinson haar debuut door in te vallen voor Juliette Kemppi in een 1-0 verlies tegen Birmingham City. Haar eerste doelpunt volgde op 5 december 2018 in een League Cup wedstrijd tegen Aston Villa. Op het einde van het seizoen 2019-2020 besloot Robinson Bristol City  te verlaten.
Op 13 juli 2020 maakte Robinson de overstap naar Brighton & Hove Albion. Door een blessure kwam Robinson in het seizoen 2019-2020 tot weinig speelminuten.
In 2022 verhuurde Brighton & Hove Albion Robinson aan Charlton Athletic.
Sinds het seizoen 2022-2023 speelde Robinson opnieuw voor Brighton & Hove Albion.
In 2024 maakte ze de overstap naar Aston Villa, waar ze een tweejarig contract tekende. Op 16 juni 2025 maakte Robinson op huurbasis de overstap naar competitiegenoot Everton FC.

## Statistieken
| Seizoen | Club                   | Land     | Competitie   | Wedstrijden | Doelpunten |
| ------- | ---------------------- | -------- | ------------ | ----------- | ---------- |
| 2019/20 | Bristol City           | Engeland | Super League | 17          | 0          |
| 2020/21 | Brighton & Hove Albion | Engeland | Super League | 1           | 0          |
| 2021/22 | Brighton & Hove Albion | Engeland | Super League | 6           | 0          |
| 2021/22 | Charlton Athletic      | Engeland | Super League | 9           | 1          |
| 2022/23 | Brighton & Hove Albion | Engeland | Super League | 22          | 4          |
| 2023/24 | Brighton & Hove Albion | Engeland | Super League | 22          | 3          |
| 2024/25 | Aston Villa            | Engeland | Super League | 16          | 0          |
| 2025/26 | Everton FC             | Engeland | Super League | 0           | 0          |
| Totaal  | Totaal                 | Totaal   | Totaal       | 89          | 8          |

Laatste update: 16 juli 2025

## Interlandcarrière
Robinson maakte haar debuut voor Engeland op 15 november 2022 in een wedstrijd tegen Noorwegen.
In 2023 werd Robinson door bondscoach Sarina Wiegman opgeroepen voor het WK 2023. Met haar twintig jaar was ze de jongste speelster in de Engelse selectie. Robinson bleef alle wedstrijden op de bank. Engeland wist de finale te halen. Deze werd echter verloren van Spanje.
1 Earps ·
2 Bronze ·
3 Charles ·
4 Walsh ·
5 Greenwood ·
6 Bright  ·
7 James ·
8 Stanway ·
9 Daly ·
10 Toone ·
11 Hemp ·
12 Nobbs ·
13 Hampton ·
14 Wubben-Moy ·
15 Morgan ·
16 Carter ·
17 Coombs ·
18 Kelly ·
19 England ·
20 Zelem ·
21 Roebuck ·
22 Robinson ·
23 Russo ·
Coach: Wiegman